# De avonturen van Giel en Maria
De avonturen van Giel en Maria is een Belgische stripreeks die begonnen is in mei 1985 met Chris Lamquet als schrijver en Magda Seron als tekenaar.

## Albums
Alle albums zijn geschreven door Chris Lamquet, getekend door Magda Seron en uitgegeven door Le Lombard.
1. De tand van Mindanao
2. Roofwater
3. Dawa Virunga
4. De kracht van de maïs
5. Dreiging op Alguam